# 苏德龙
苏德龙（法語：Soudron，法語發音：[sudʁɔ̃]）是法国马恩省的一个市镇，位于该省中南部，属于香槟沙隆区。

## 地理
苏德龙（48°50'23"N, 4°11'59"E）面积43.02 平方千米，位于法国大東部大區马恩省，该省份为法国东北部内陆省份，北起阿登省，西北接埃纳省，西南接塞纳-马恩省，南至奥布省，东南接上马恩省，东临默兹省。
与苏德龙接壤的市镇（或旧市镇、城区）包括：科勒河畔布勒沃里、比西莱特雷、舍尼耶、费尔尚普努瓦斯、热尔米农、朗阿雷、科勒河畔尼斯芒、瓦西蒙和沙普拉讷、瓦特里、维勒瑟讷。

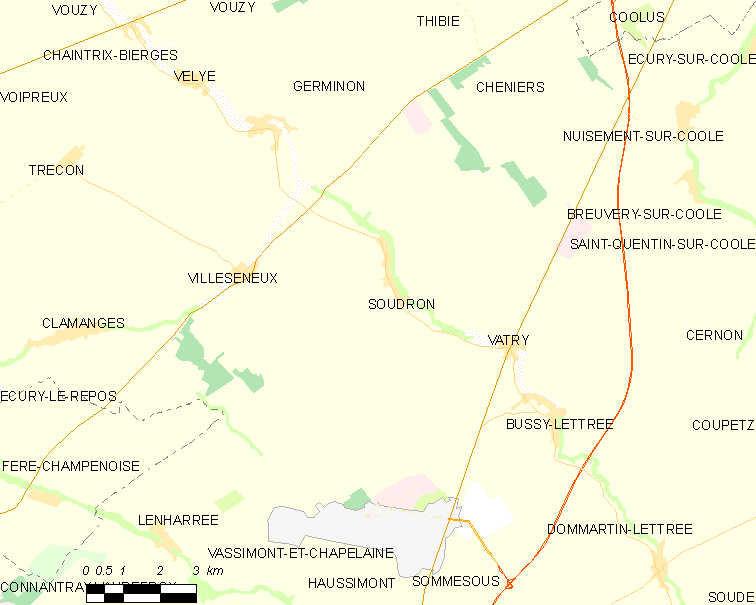
苏德龙的OSM定位图

苏德龙的时区为UTC+01:00、UTC+02:00（夏令时）。

## 行政
苏德龙的邮政编码为51320，INSEE市镇编码为51556。

## 政治
苏德龙所属的省级选区为香槟沙隆第三县。

## 人口

1962-2008年间苏德龙人口变化图示

苏德龙于2022年1月1日时的人口数量为299人。